# 我所理解的生活
《我所理解的生活》，中国作者韩寒的作品，浙江文艺出版社出版。副标题：“三十岁的韩寒，第一次自我剖析”。收录了韩三篇：《谈革命》《说民主》《要自由》。
在《我所理解的生活》裡，韓寒總結式地寫道：“歷史隻會記得你的作品和榮譽，而不會留下一事無成者的閑言碎語。”